# Departamento Rosario de la Frontera
Das Departamento Rosario de la Frontera liegt im Süden der Provinz Salta im Nordwesten Argentiniens und ist eine von 23 Verwaltungseinheiten der Provinz. 
Es grenzt im Norden an das Departamento Metán, im Osten an die Provinz Santiago del Estero, im Süden an die Provinz Tucumán und das Departamento La Candelaria und im Westen an das Departamento Guachipas. 
Die Hauptstadt des Departamento ist das gleichnamige Rosario de la Frontera.

## Städte und Gemeinden
Das Departamento Rosario de la Frontera ist in folgende Gemeinden (Municipios) aufgeteilt:
- El Potrero
- Rosario de la Frontera
- Almirante Brown
- Antilla
- Apeadero Cochabamba
- Arenal
- Balboa
- Copo Quile
- El Bordo
- El Morenillo
- El Naranjo
- Horcones
- La Merced
- Los Baños
- Los Mogotes
- Puente de Plata
- Río Urueña
- San Felipe
- Santa María